# قائمة زملاء الجمعية الملكية المنتخبين في 1711
هذه الصفحة تعرض قائمة زملاء الجمعية الملكية المُنتخبين لعام 1711.

## الزملاء
- وليم جونز
- John Craig (mathematician) [الإنجليزية]‏
- Peter Colleton [الإنجليزية]‏
- Fettiplace Bellers [الإنجليزية]‏
- روجر كوتس
- William Cheselden [الإنجليزية]‏